# August Wilhelm von Hofmann
August Wilhelm von Hofmann (Gießen, 1818. április 8. – Berlin, 1892. május 5.) német kémikus; a 19. század legjelentősebb német vegyészeinek egyike. Főképpen szerves kémiával foglalkozott; meghatározta különféle anyagok szerkezetét. Többféle anyag gyártására is új eljárást dolgozott ki.
Elsőként ő választott le kőszénkátrányból benzolt, ő dolgozta ki a kőszénkátrány vegyipari feldolgozásának számos elemét, különösen a szintetikus színezőanyagok gyártását.
1843-ban megállapította, hogy 1841–1842-ben különböző módszerekkel több kutató is ugyanazt a bázikus jellegű folyadékot állította elő és illette változatos nevekkel. Meghatározta az általa végül anilinnek elnevezett anyag összegképletét. Úgy vélte, hogy az anilin oxidálásával esetleg sikerülhet szintetizálni a malária gyógyítására használt kinint, és megbízta legfiatalabb munkatársát, William Henry Perkint a kísérletekkel. A mindössze 18 éves Perkin azonban nem a kinint szintetizálta, hanem első nagy felfedezését, a mauveint (anilinbíbort) állította elő.
A 19. század közepén Londonban, a College of Chemistry-ben oktatott; az ő asszisztense volt a pályakezdő William Crookes is.